# Lutgarda (esposa de Carlomagno)
Lutgarda (fallecida el 4 de junio de 800) fue la sexta y última esposa de Carlomagno.
Lutgarda era la hija de un conde alamán y se casó con Carlomagno alrededor del año  794. No tuvieron hijos y murió por causas desconocidas. 